# متینگن
متینگن (به آلمانی: Mettingen) یک شهر در آلمان است که در Steinfurt واقع شده‌است. متینگن ۱۲٬۲۷۷ نفر جمعیت دارد.